# Карацюпа Микита Федорович
Карацюпа Микита Федорович(12(25) квітня 1909 р, село Олексіївка Україна— † 18 листопада 1994 р, Москва) — полковник прикордонної служби, Герой Радянського Союзу, слідопит, член КПРС.
За роки служби на далекосхідному кордоні СРСР М. Ф. Карацюпа затримав 467 порушників кордону, брав участь в 120 бойових зіткненнях з контрабандистами і диверсантами. Створив свою особливу школу виховання слідопитів і дресирування собак на теренах радянського союзу, розробив методику підготовки службових собак, що в подальшому призвело до револіційного досягнення в прикордонній галузі.

## Біографія
Народився Микита Федорович у с. Олексіївка, нині Більмацького району Запорізької області в сім'ї селян.

Про своє дитинство Микита Федорович розповідав так: 
|                              | Народився я на Дніпропетровщині, в селі Олексіївка. Батька не пам'ятаю – рано помер. У матері, Марфи Кузьмівни, троє залишилось на руках. Я наймолодший. Пам'ятаю той тяжкий час. Землі практично не було. Були дні коли і макової росинки у роті не мав. Жили в холоді та голоді… У дванадцять років вже вмів боронувати, в п'ятнадцять став за плуг. |
| — Карацюпа Микита Федорович, | |

Після смерті від туберкульозу у 1910 році батька, трирічний Микита з матір'ю Марфою Кузьмівною виїхав у Казахстан. Там його мати померла, і Микита залишився сиротою. У сім років хлопчик став безпритульним. Микита блукав селами та жебракував. Згодом юнак влаштувався пастухом до місцевого баю. Багато часу займався випасом худоби, де йому добре допомагали собаки. У цей час він майбутній прикордонник Карацюпа засвоїв перші навички дресирування собак, які знадобилися йому в подальшому.
Під час громадянської війни в Росії був зв'язковим червоного партизанського загону, що діяв на території північного Казахстану проти військ Колчака.
1932 року Карацюпу призвали до війська, він став прикордонником.
У 1933 році закінчив школу молодшого комскладу службових собак, в 1937-му — аналогічну центральну школу.
У 1933—1937 роки був провідником та інструктором службових собак на прикордонній заставі. Карацюпа зарекомендував себе як видатний слідопит. Його часто відправляли туди, де потрібно було побачити невидиме, знайти втрачені сліди, вишукати ворожих диверсантів, що заховались та їх затримати або знищити.
За час служби на Далекому Сході в передвоєнні роки затримав 467 порушників, серед яких 129 були вбиті під час перестрілок. Підраховано, що за три роки служби на Далекому Сході він зі своєю собакою Індусом пробув на кордоні більше п'яти тисяч годин і пройшов та пробіг, переслідуючи ворога, у загальній кількості близько шістнадцяти тисяч кілометрів.
У роки Другої світової війни виконував важливі завдання командування — в прифронтовій смузі вів боротьбу з ворожими диверсантами.
З 1939 року Микита Федорович перебував на різних посадах у штабах прикордонних загонів. З 1944 року — на командних посадах в Білоруському, з 1952 року — у Закавказькому прикордонних округах.
У 1957-1961 роках працював у штабі Прикордонних військ СРСР; допомагав налагоджувати прикордонну службу у В'єтнамі.
З 1961 в званні полковника — у запасі. До 1983 року працював начальником відділу на заводі. У 1983-1994 роках працював старшим науковим співробітником в Центральному музеї прикордонних військ у Москві.
Незважаючи на величезний ризик, якому Микита Федорович піддавався за роки служби він дожив до похилого віку і пішов з життя у 1994 році. Похований на Троєкуровському кладовищі у Москві.

## Нагороди
Нагороджений:
- орденом Леніна;
- двома орденами Червоного Прапору;
- орденом Червоної Зірки;
- Герой Радянського Союзу;
- медалями. Нагороди Звання Героя Радянського Союзу з врученням ордена Леніна і медалі «Золота Зірка» полковнику Карацюпі Микиті Федоровичу присвоєно указом Президії Верховної Ради СРСР від 21 червня 1965 за зразкове виконання завдань командування щодо захисту Державного кордону СРСР і проявлені при цьому мужність і героїзм.

## Пам'ять
У радянський період ім'я Микити Карацюпи було присвоєно численним школам, бібліотекам і річковим судам. У 1995 році за наказом командувача прикордонних військ країни полковник Карацюпа зарахований до списку особового складу застави «Полтавка», де колись проходив службу. Його ім'я носить сьогодні й прикордонний загін Гродековський, недалеко від якого встановлено пам'ятник М. Ф. Карацюпі та його собаці. Бюст Карацюпи встановлений у місті Собінка Володимирської області в Росії. 23 травня 2009 року  у соту річницю з дня народження М. Ф. Карацюпи в с. Олексіївка Куйбишевського району Запорізької області встановлено пам'ятний знак, а також ім'я Микити Карацюпи увічнено на Алеї Слави в місті Запоріжжя.

## Цікаві факти
1. Першу собаку Карацюпа назвав Індус, характерно, що й всі наступні собаки Карацюпи носили ту ж кличку, і під нею фігурували у безлічі публікацій радянського періоду. Лише в п'ятдесяті роки, коли були встановлені дружні відносини з Індією, керівництво країни з етичних міркувань дало вказівку в публікаціях називати собаку не Індус, а Інгус.[1]
2. За перші три роки служби Карацюпа провів в нарядах понад 5000 годин. Це 208 діб без сну і відпочинку.
3. Карацюпа був відмінним слідопитом і навчився розпізнавати величезну кількість слідів людей і тварин. Свої спостереження він постійно систематизував і узагальнював. З часом Микита Федорович міг по слідах визначити не тільки кількість порушників, але і яку ношу несли вони, з якою швидкістю, і міг навіть приблизно визначити їх зовнішній вигляд.[3]
4. Композитор Микита Богословський у своїй книзі спогадів «Що було — то було і ще дещо» згадує про випадкову зустріч з Карацюпою на святкуванні дня прикордонника в 1959 році в будівлі КДБ на Лубянці. За словами Богословського, трохи п'яний Карацюпа зізнався, що більшість затриманих ним порушників були не шпигунами та диверсантами, а громадянами СРСР, які намагалися втекти за кордон[4]:

|  | Марк, переповнений повагою до заслуженого ветерана та його героїчних буднів, сказав із пафосом: — Шановний товаришу Карацюпа! Дозвольте мені від імені радянських кінематографістів щиро подякувати вам за те, що ви особисто перегородили шлях багатьом шпигунам, диверсантам, контрабандистам та іншій нечисті, які могли б принести багато нещастя нашій великій Батьківщині. На що ветеран-чекіст, уже напідпитку і злегка розм'яклий, слабо посміхнувшись, глянув на нас і з легким зітханням промовив: — Ех, хлопці! Якби ви знали, в який бік вони бігли! Оригінальний текст (рос.) Марк, будучи преисполнен уважения к заслуженному ветерану и его героическим будням, сказал с пафосом: — Многоуважаемый товарищ Карацупа! Позвольте мне от имени советских кинематографистов горячо поблагодарить вас за то, что вы лично преградили путь многим шпионам, диверсантам, контрабандистам и прочей нечисти, которые могли бы принести много несчастья нашей великой Родине. На что ветеран-чекист, уже подвыпивший и слега размякший, слабо улыбнувшись, посмотрел на нас и с лёгких вздохом произнёс: — Эх, ребята! Если бы вы знали, в какую сторону они бежали!.. |

## Фільм про відомого слідопита
У 2010 році за замовленням ВДТРК на екрани вийшов російський пропагандистський матеріал  — «Микита Карацюпа. Слідопит із легенди» (рос. «Никита Карацупа. Следопыт из легенды», режисером якого став  Вадим Гасанов. У ньому було використано багато ексклюзивного матеріалу й унікальних кінодокументів. Проте у цьому фільмі не вказано, що більшість затримань були де-факто військовими злочинами.